# 粤漢線
粤漢線（えつかんせん）は武漢と広州を結んだ鉄道の名称。1936年に開通した。現在は、北京と広州を結ぶ京広線の南部に編入された。

## 歴史
19世紀末、列強による中国分割が本格化した。その中で、列強は鉱山採掘権、鉄道敷設権などを獲得し、中国において経済的利益を得ようとしていた。粤漢線の敷設権も、こうした中でアメリカに対して供与されていた利権であった。1904年、ベルギーへと粤漢鉄道敷設権が売り渡されたのち、その利権を中国人資本家、湖広総督張之洞などの尽力によって1905年に675万ドルで買収することに成功した。
ところが清朝の延命を図る政府は、こうした中国人資本家、各地の実力者による利権回収運動によって奪回された鉄道敷設権を国有化する方針を示した。国有化された諸利権が、再び外国借款の代償として諸外国に譲渡されるのは必至であり、ナショナリズムに駆られた人々を保路運動や武昌起義、そして辛亥革命へ向かわせる大きな要因となった。
だが中華民国成立後も民族資本だけで鉄道建設をすることは困難に等しく、イギリス・フランス・ドイツからの借款を得ることで1916年に広州～韶関間が、
1918年に武昌（現在の武漢東部）～長沙間がそれぞれ開通した。しかし湖南省と広東省を跨ぐ南嶺山脈越えの建設は更に困難を極め、1934年に中独協定による援助で本格化し1936年に全通した。1957年には武漢を貫通する長江に武漢長江大橋が架かったことで漢口（現在の武漢西部）と北京を結ぶ京漢線と連結、北京から広州までの路線を京広線として一貫して運用されることとなった。